# Rage (hudební skupina)
Rage je německá heavymetalová hudební skupina, založená v roce 1984, spolu s ostatními německými metalovými kapelami jako Helloween, Grave Digger či Running Wild, které vznikly v 80. letech. Původně se kapela jmenovala Avenger, ale jelikož už se takto jmenovala jiná kapela v Británii, tak se v roce 1985 přejmenovali na Rage. Téhož roku se Peter „Peavy“ Wagner stal zpěvákem a baskytaristou, přičemž dodnes zůstává jako jediný stálý člen kapely a frontman od jejího založení. Za celou svoji kariéru se Rage proslavila jako jedna z metalových ikon a do budoucna nepřemýšlí o ukončení své činnosti.

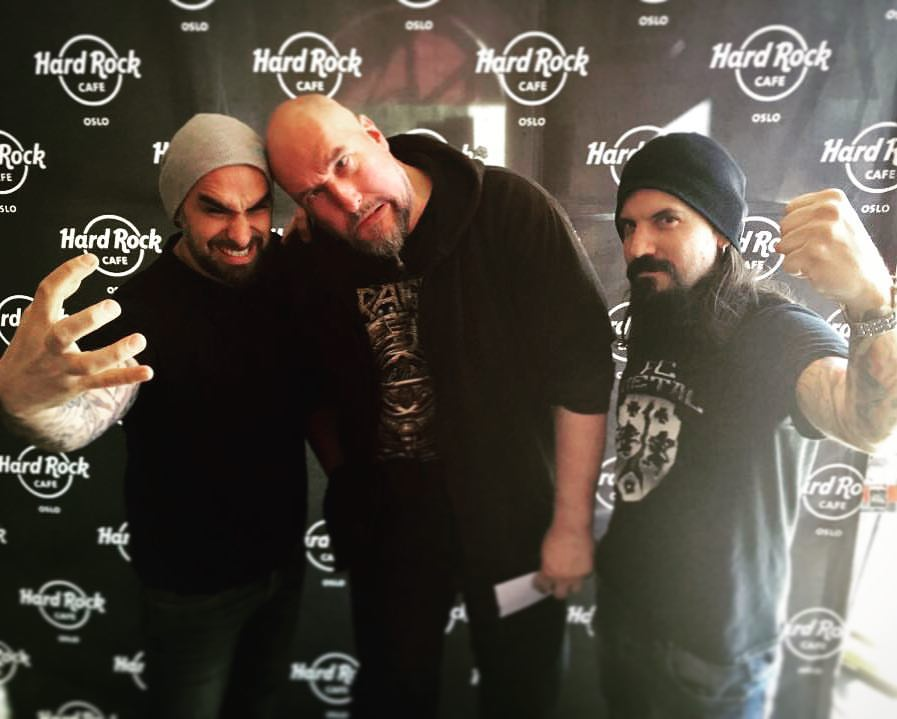
Rage v roce 2017

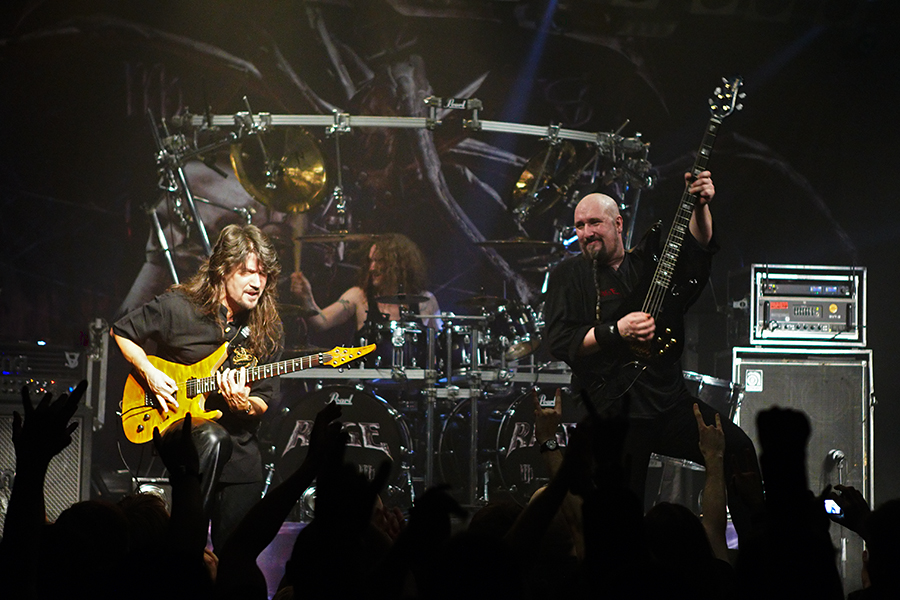
Rage v roce 2010

## Historie
Skupina byla založena pod původním názvem AVENGER, kterou původně tvořila čtveřice Peter Burtu (zpěv), Alf Meyerratken (kytara), Klaus Müller (basová kytara) a Jan Yildiral (bicí). V této sestavě natočili své první demo pod názvem Demo. Nedlouho poté postihly kapelu značné změny v sestavě a tím byla kapela skoro celá obnovená. Na post zpěváka a baskytaristy se usadil Peter ’Peavy’ Wagner a za bicí se posadil Jörg Michael. A této sestavě vydali své první debutové album Prayers of Steel, které bylo zároveň poslední pro kytaristu Alfa Meyerratkena, na jehož místo přišli hned dva kytaristé Jochen Schröder a Thomas Grüning s nimiž přišlo přejmenování kapely na trvalý název RAGE.
V roce 1986 vyšlo další plnohodnotné album Reign of Fear a hned po jeho vydání opustil kapelu kytarista Thomas Grüning - na jeho post přišel Rudi Graf. V této sestavě natočili v roce 1987 další studiové album Execution Guaranteed a po něm přišli opět problémy se sestavou. Z kapely odešli oba kytaristé Jochen Schröder a Rudi Graf na jejichž posty přišel s úlohou jediného kytaristy Manni Schmidt a bubeníka Jörga Michaela vystřídal Chris Efthimiadis. Věčné potíže se sestavou se na několik let uklidnily. V roce 1988 vyšlo album Perfect Man, které mimo jiné obsahuje hit „Don’t Fear The Winter“. Roku 1989 vyšlo další album Secrets in a Weird World.
V roce 1990 natočili další desku Reflections Of A Shadow, jíž následoval rok poté singl Extended power. Roku 1992 kapela vytvořila další desku s názvem Trapped!, na které je například cover skladby „Fast as a Shark“ od legendární kapely Accept. Toto album téhož roku následoval singl Beyond The Wall. Poté kapela vydala desku The Missing Link která vyšla v roce 1993. Nato přišly po 5 letech další změny v sestavě a na místo kytaristy Manniho Schmidta, který mimo jiné hrál i ve formaci Grave Digger, přišli dva kytaristé Sven Fischer a Spiros Efthimiadis a skupina mohla pokračovat ve vydávání dalších alb. Roku 1994 přišlo na svět jubilejní album k deseti letům existence kapely s názvem 10 Years In Rage jež následovalo v roce 1995 album Black In Mind. Rok 1996 byl ve znamení nejen dalšího alba End Of All Days s hitem „Higher Than The Sky“, ale také projektu Lingua Mortis, jenž byl téhož roku vydán jako další album a nachází se na něm písně z předcházejících alb upravené pro symfonický orchestr - účinkují zde pražští symfonici. V roce 1998 přišlo další album ke třinácti letům skupiny zvané XIII. Hned na to vyšlo album Ghosts, na němž se podílel třetí kytarista Victor Smolski pocházející z Běloruska. Hned po vydání tohoto alba přišla další personální změna a kapelu opustili Sven Fischer se Spirosem Efthimiadisem a bubeník Chris Efthimiadis na jehož místo přišel Mike Terrana a na post kytaristy se usadil Victor Smolski. V této sestavě nahráli roku 2001 album Welcome To The Other Side a to následovaly dvě desky Unity v roce 2002 a Soundchaser v roce 2003. Roku 2004 kapela pořádala výroční koncert v německém městě Bochum ke dvaceti letům existence zvaný From The Cradle To The Stage a vyšlo jako dvoj CD a zároveň jako DVD.
V roce 2006 vyšlo studiové album Speak of the Dead na němž se podílel minský orchestr Lingua Mortis pod vedením Victorova otce, a to na prvních osmi písních. Zatím poslední změna v sestavě proběhla na konci roku 2006, kdy kapelu opustil Mike Terrana, kvůli špatným vztahům v kapele a první počin, který kapela vydala v nové sestavě je live album Full moon in St. Petersburg, které vyšlo rovněž i na DVD. Novým bubeníkem se stal André Hilgers a s ním se roku 2007 kapela vydává na turné s celým orchestrem Victora Smolskiho, s nímž se představili i v České republice na festivalu Masters of Rock. 22. února 2008 vyšlo album Carved in Stone.
Dalším studiovým počinem, který skupina vyprodukovala, bylo v roce 2010 album Strings to a Web, na němž je opět slyšet orchestr Lingua Mortis. V roce 2012 vyšlo album s názvem 21, které, jak vyplývá z názvu je dvacátouprvní plnohodnotnou studiovou deskou kapely.
V roce 2014 skupina vydala album The soundchaser archives ke 30. výročí své existence, které obsahuje různé DEMO nahrávky vydaných písní nebo písně nikdy nevydané a následně kapela vyrazila na tříměsíční turné po celé Evropě a Rusku. V únoru kapela oznámila, že končí spolupráci v sestavě P.Wagner, V. Smolski, A. Hilgers. Zatím je známo, že Victor Smolski bude společně s André Hilgersem pokračovat v projektu Lingua Mortis Orchestra. Peavy Wagner obnovil na tajném koncertě v Herne bývalou sestavu s kytaristou Manni Schmidtem a bubeníkem Chrisem Efthimiadisem a oznámil že se spolu objeví v roce 2015 na několika festivalech, včetně Metalfestu v Plzni, pod názvem Refuge a slibují oprášit písně Rage z let 1988 až 1993.
V červnu 2015 byla oficiálně oznámena nová sestava kapely, kde se k Peavymu přidal dlouholetý fanoušek Rage kytarista Marcos Rodriguez a za bicí usedá Vassilios „Lucky“ Maniatopoulos, který je zároveň zpěvákem v kapele Tri state corner. V této formaci se na konci roku 2015 vydali na turné k 20. výročí vydání alba Black in Mind a v březnu 2016 vydali novou desku The Devil Strikes Again, kterou následovali albem Seasons Of The Black v roce 2017. Zatím nejnovější příspěvek je album Wings Of Rage, vydané v lednu 2020.
Do budoucna kapela plánuje vydat nejméně jedno další album v kolaboraci se symfonickým orchestrem předtím, než se navrátí k čistému metalu, čímž také naznačili že v budoucnu nemají v plánu ukončení své činnosti.

## Sestava
baskytara,zpěv
- Peter „Peavy“ Wagner (1984–)

kytara
- Jochen Schröder (1985–1987)
- Alf Meyerratken (1985)
- Thomas Grüning (1985–1986)
- Rudi Graf (1987)
- Manni Schmidt (1988–1994)
- Sven Fischer (1994–1999)
- Spiros Efthimiadis (1994–1999)
- Victor Smolski (1999–2015)
- Marcos Rodriguez (2015–2020)
- Stefan Weber (2020-)
- Jean Bormann (2020-)

bicí
- Chris Efthimiadis (1988–1999)
- Mike Terrana (1999–2006)
- Jörg Michael (1985–1987)
- André Hilgers (2006–2015)
- Vassilios „Lucky“ Maniatopoulos (2015-)

## Diskografie

### Alba
- Reign of Fear (1986)
- Execution Guaranteed (1987)
- Perfect Man (1988)
- Secrets in a Weird World (1989)
- Reflections of a Shadow (1990)
- Trapped! (1992)
- The Missing (1993)
- 10 Years in Rage (1994)
- Black in Mind (1995)
- Lingua Mortis (1996)
- End of All Days (1996)
- XIII (1998)
- Ghosts (1999)
- Welcome to the Other Side (2001)
- Unity (2002)
- Soundchaser (2003)
- Speak of the Dead (2006)
- Carved in Stone (2008)
- Strings to a Web (2010)
- 21 (2012)
- LMO (2013)
- The Devil Strikes Again (2016)
- Seasons of the Black (2017)
- Wings Of Rage (2020)
- Resurection Day (2021)
- Afterlifelines (2024)
- A New World Rising (2025)

### Singly
- „Extended Power“ (1991)
- „Beyond the Wall“ (1992)
- „Refuge“ (1993)
- „Higher Than the Sky“ (1996)
- „Live From the Vault“ (1997)